# Mine de Burton
La mine de Burton est une mine à ciel ouvert de charbon située dans le bassin minier de Bowen dans le Queensland en Australie. Elle est détenue par Peabody Energy. La mine emploie 230 personnes. Sa production est de 2 millions de tonnes.